# See (Ort)
See este un oraș în Austria.